# Chthonios (Sohn des Aigyptos)
Chthonios (altgriechisch Χθόνιος Chthónios) ist in der griechischen Mythologie ein Sohn des Aigyptos und der Kaliadne. 
Chthonios wurde gemeinsam mit seinen Brüdern an die fünfzig Töchter des Danaos verheiratet. Er ist der Bräutigam der Danaide Bryke und wird wie die meisten seiner Brüder in der Hochzeitsnacht von seiner Braut ermordet.